# It's Tough to be a Bug!
It's Tough to be a Bug! (traduction : C'est dur d'être un insecte) est une attraction des parcs Disney de type cinéma en relief dont le thème est inspiré du film 1 001 Pattes (A Bug's life, 1998), produit par Disney et Pixar.

## Le concept
L'origine de l'attraction vient d'une réunion entre Michael Eisner et les imagineers responsables du projet du Tree of Life, symbole du parc Disney's Animal Kingdom et ayant pour sujet le contenu de la salle hébergée par l'arbre. Lors de cette réunion, différents projets furent présents à Eisner (Wonders of Nature de Bryan Jower, une variante de Circle of Life: une fable environnementale par Dave Minichiello), mais pointa le fait que les arbres contenait des insectes et que le studio Pixar envisageait un film sur des insectes, 1 001 Pattes. 
Le spectacle est une évocation de la vie d'un insecte : la fourmi Flik (Tilt en français) qui explique les raisons pour lesquelles les insectes doivent être vus également comme des amis et non pas uniquement comme des nuisibles.
Les personnages du film sont mis en scène à travers un film d'animation en 3D, utilisant des effets spéciaux comparables à Chérie, j'ai rétréci le public ou Captain Eo avec rajout d'audio-animatronics.

## Les attractions

### Disney's Animal Kingdom
L'attraction est hébergée dans les « racines » du Tree of Life, un arbre gigantesque symbole du parc, planté au milieu de Discovery Island.
L'attraction ferme ses portes le 16 mars 2025 pour être remplacée par un nouveau spectacle intitulé Zootopia: Better Zoogether!,
Cette attraction bénéficie du système FastPass
- Ouverture : 22 avril 1998 (avec le parc)
- Fermeture : 16 mars 2025
- Durée : 8 min.
- Capacité : 450 places assises
- Type d'attraction : film d'animation en 3D
- Situation : 28° 21′ 28″ N, 81° 35′ 28″ O

### Disney California Adventure
L'attraction était une réplique de celle de Disney's Animal Kingdom.
Elle était située juste à l'entrée d'une section destinée aux enfants, ajoutée en 2002 et baptisée A Bug's Land. Elle a été construite, enfouie en partie sous le sol : l'accès s'effectue en suivant une pente douce, imitant ainsi l'entrée d'un terrier placé sous une colline.
L'attraction a fermé ses portes le 19 mars 2018, en même temps que l'ensemble de la zone A Bug's Land.
Cette attraction bénéficie du système FastPass
- Ouverture : 8 février 2001 (avec le parc)
- Fermeture : 19 mars 2018
- Durée : 9 min.
- Capacité : 420 places assises[5]
- Type d'attraction: film d'animation en 3D
- Situation : 33° 48′ 25″ N, 117° 55′ 08″ O